# Syneuodynerus bohemani
Syneuodynerus bohemani är en stekelart som först beskrevs av Henri Saussure.  Syneuodynerus bohemani ingår i släktet Syneuodynerus och familjen Eumenidae. Inga underarter finns listade i Catalogue of Life.